# Elvillar
Elvillar (Spaans) of Bilar (Baskisch) is een gemeente in de Spaanse provincie Álava in de regio Baskenland met een oppervlakte van 18 km². Elvillar telt 355 inwoners (1 januari 2016).

## Demografische ontwikkeling
Bron: INE; 1857-2011: volkstellingen
Alegría-Dulantzi · Amurrio · Añana · Aramaio · Armiñón · Arraia-Maeztu · Arrazua-Ubarrundia · Artziniega · Asparrena · Ayala/Aiara · Baños de Ebro/Mañueta · Barrundia · Berantevilla · Bernedo · Campezo/Kanpezu · Elburgo/Burgelu · Elciego · Elvillar/Bilar · Harana/Valle de Arana · Iruña de Oca/Iruña Oka · Iruraiz-Gauna · Kripan · Kuartango · Labastida · Lagrán · Laguardia · Lanciego/Lantziego · Lantarón · Lapuebla de Labarca · Laudio/Llodio · Legutiano · Leza · Moreda de Álava · Navaridas · Okondo · Oyón-Oion · Peñacerrada-Urizaharra · Ribera Alta · Ribera Baja/Erribera Beitia · Salvatierra/Agurain · Samaniego · San Millán/Donemiliaga · Urkabustaiz · Valdegovía · Villabuena de Álava/Eskuernaga · Vitoria-Gasteiz · Yécora/Iekora · Zalduondo · Zambrana · Zigoitia · Zuia